# Maria Cristina da Saxónia (1770–1851)
Maria Cristina Albertina Carolina da Saxónia (Dresden, 7 de dezembro de 1770 - Paris, 24 de novembro de 1851) foi uma princesa da Saxónia e duquesa da Curlândia. Foi princesa de Carignano e depois princesa de Montléart por casamento.

## Biografia

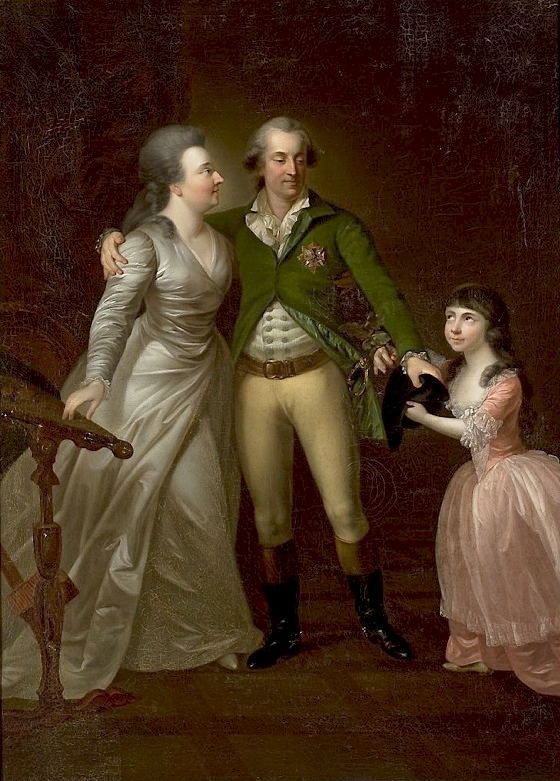
Maria Cristina quando criança com seus pais. Pintura por Jan Nepomucen Bizański, de 1856.

Maria Cristina era a única filha do príncipe Carlos Cristiano José da Saxónia, filho do rei Augusto III da Polónia, e da sua esposa morganática, Franciszka Corvin-Krasińska. Os seus pais casaram-se em segredo em Varsóvia em 1760. A sua mãe recebeu o título de princesa devido ao casamento.

### Casamentos
A 24 de outubro de 1797, Maria Cristina casou-se em Turim com Carlos Emanuel, Príncipe de Carignano. O casal teve apenas dois filhos antes de Carlos Manuel morrer apenas três anos depois do casamento numa prisão francesa.
A 1 de fevereiro de 1816, Maria Cristina voltou a contrair matrimónio, desta vez com Júlio Maximiliano de Montléart, Príncipe de Montléart. O seu enteado, o príncipe de Montlárt desenvolveu o distrito de Gallitzinberg em Viena e construiu o Schloss Wilhelminenberg aí.

## Descendência
Do seu primeiro casamento:
1. Carlos Alberto da Sardenha (2 de outubro de 1798 – 28 de julho de 1849), rei da Sardenha. Casado com a arquiduquesa Maria Teresa da Áustria; com descendência.
2. Isabel de Saboia (13 de abril de 1800 – 25 de dezembro de 1856), casada com o arquiduque Ricardo José da Áustria; com descendência.

Do seu segundo casamento:
1. Júlio Maurício de Montléart, marquês de Rumont, príncipe de Montléart casado com Léonie Hoffmann e com Wilhelmine Marie Elisabeth von Arnold
2. Luísa Batilda de Montléart * 20.01.1809
3. Berta Maria de Montléart * 1811
4. Margarida Júlia de Montléart

## Títulos e estilos
- 7 de dezembro de 1770 – 24 de outubro de 1797: Sua Alteza Sereníssima Princesa Maria Cristina da Saxónia
- 24 de outubro de 1797 – 16 de agosto de 1800: Sua Alteza Maria Cristina, Princesa de Carignano
- 16 de agosto de 1800 – 1 de fevereiro de 1810: Sua Alteza Maria Cristina, Princesa Viúva de Carignano
- 1 de fevereiro de 1810 – 27 de abril de 1831: Sua Alteza Sereníssima Maria Cristina, Princesa de Montléart
- 27 de abril de 1831 – 24 de novembro de 1851: Sua Alteza Real Maria Cristina, Princesa de Montléart